# Deão de Windsor
O Deão de Windsor é o chefe espiritual dos cônegos da Capela de São Jorge do Castelo de Windsor.

## Lista de Deãos de Windsor
Abaixo está uma lista incompleta.
- William Mugge, 1348
- Walter Almaly, 1380
- Thomas Butler, 1403
- Richard Kingston, 1412
- John Arundel, 1417
- Thomas Manning, 1452
- John Faux, 1462
- William Morland, 1470
- William Dudley, 1473
- Peter Courtenay, 1476
- Richard Beauchamp, 1478
- Thomas Danett, 1481
- William Bealey, 1483
- John Morgan, 1484
- Christopher Urswick, 1495
- Christopher Bainbridge, 1505
- Thomas Hobbes, 1507
- Nicholas West, 1510
- John Vesey, 1515
- John Clerk, 1519
- Richard Sampson, 1523
- William Franklin, 1536
- Owen Oglethorpe, 1553
- Hugh Weston, 1556
- John Baxall, 1557
- George Carew, 1559
- William Day, 1572
- Robert Bennett, 1595
- Giles Thompson, 1602
- Anthony Maxley, 1612
- Marco Antonio de Dominis, 1618
- Henry Beaumont, 1622
- Matthew Wren, 1628
- Christopher Wren, 1635
- Edward Hyde, 1658
- Bruno Ryves, 1660
- John Durell, 1677
- Francis Turner, 1683
- Gregory Hascard, 1684
- Thomas Manningham, 1708
- John Robinson, 1709
- George Verney, 12° Barão Willoughby de Broke, 1713
- Peniston Booth, 1729
- Frederick Keppel, 1765
- John Harley, 1778
- John Douglas, 1788
- James Cornwallis, 1791
- Charles Manners-Sutton, 1794
- Edward Legge, 1805
- Henry Lewis Hobart, 1816
- George Neville Grenville, 1846
- Gerald Wellesley, 1854
- George Henry Connor, 1882
- Randall Thomas Davidson, 1884
- Philip Frank Eliot, 1891
- Ian Hunter, anos 60
- John Leonard Wilson, 1971
- Robert Woods, 1971
- William Fleming 1971-1976
- Michael Mann 1976-1989
- Patrick Mitchell 1989-1997
- David Conner 1998-presente